# 永遠の詩
「永遠の詩」 （とわのうた、The Song Remains the Same）は、イギリスのロックグループ、レッド・ツェッペリンの楽曲。1973年、彼らの第5作アルバム『聖なる館』のA面1曲目に収められて発表された。作詞作曲は、ジミー・ペイジとロバート・プラント。レコードでの演奏時間は約5分30秒。

## 概要
最初は「The Overture」の仮題で、「レイン・ソング」への序曲（インスト曲）として作曲されていたが、プラントの提案によって歌がつけられ、現在の形が完成した。
曲はエレクトリック12弦ギター、エレクトリックギター、エレクトリックベース、ドラムスのアンサンブルによる速いテンポの序奏に始まり、一旦全休止した後、ゆったりとしたヴォーカルパートとなる。そこから再びテンポアップして、多様な素材の盛り込まれた、高揚感あるアンサンブルが繰り広げられる。
プラントの声が従来よりソフトでブライトな声質に聴こえるのは、編集段階でわずかにテープスピードが上げられているためである 。

## ステージ・パフォーマンス
『聖なる館』の発売に先立って、1972年の日本公演で初演。この時プラントは、曲名を「Zep」や「キャンペーン」と紹介していた。これ以降、1975年まで「レイン・ソング」とのメドレーの形で演奏された。1977年から1979年までは、彼らのコンサートの幕開けの曲として「シック・アゲイン」や「祭典の日」とのメドレーで演奏されたが、1980年のヨーロッパ・ツアーではレパートリーから外された。
海賊盤などでは、ジョン・ポール・ジョーンズとジョン・ボーナムのリズム隊が作り出す奇跡的グルーヴ感と言えるような、オリジナルよりも早いテンポでの演奏を確認できる。
レッド・ツェッペリン解散後は、2007年、O2アリーナでの再結成ギグにおいてコンサート中盤に演奏された。
「天国への階段」と並んで、ペイジがダブルネック・ギター（ギブソン・EDS-1275）を駆使する曲として有名である。